# Orghidaniella
Orghidaniella is een geslacht van hooiwagens uit de familie Agoristenidae.
De wetenschappelijke naam Orghidaniella is voor het eerst geldig gepubliceerd door Avram in 1977. 

## Soorten
Orghidaniella is monotypisch en omvat slechts de volgende soort:
- Orghidaniella granpiedrae